# Cameron Valardo
Cameron Valardo (Fall River, ...) è un giocatore di football americano e allenatore di football americano canadese, che gioca come quarterback per i Belgrade Blue Dragons..
Cameron è stato in precedenza (dal 2020 al 2022) il quarterback degli Ours de Toulouse, dove detiene numerosi record di club come yard di passaggio, completi e touchdown in una sola stagione. È anche il secondo di tutti i tempi in carriera per yard passate per gli Ours. Cameron ha giocato a football universitario alla Saint Mary's University dal 2016 al 2019 e prima ancora a football al liceo alla Citadel Highschool di Halifax, Nuova Scozia e al St. Andrews College  di Aurora, Ontario.
Insieme alla carriera da giocatore, Cameron ha sviluppato anche un curriculum da allenatore. È stato il coordinatore offensivo e l'allenatore dei quarterback nel 2019 per la squadra provinciale Under-16 di Football Nova Scotia. Cameron è anche stato coordinatore offensivo e allenatore dei quarterback per la squadra di high school degli Auburn Drive Eagles dal 2019 al 2022, dove ha vinto un titolo provinciale nel 2021. Oltre al suo tempo di gioco in Svezia per gli Ystad Rockets, Cameron è anche stato coordinatore offensivo della squadra.
Per la stagione 2024 Cameron ha firmato per giocare come quarterback con gli Zemun Blue Dragons a Belgrado, in Serbia.